# Carmelo Borobia Isasa

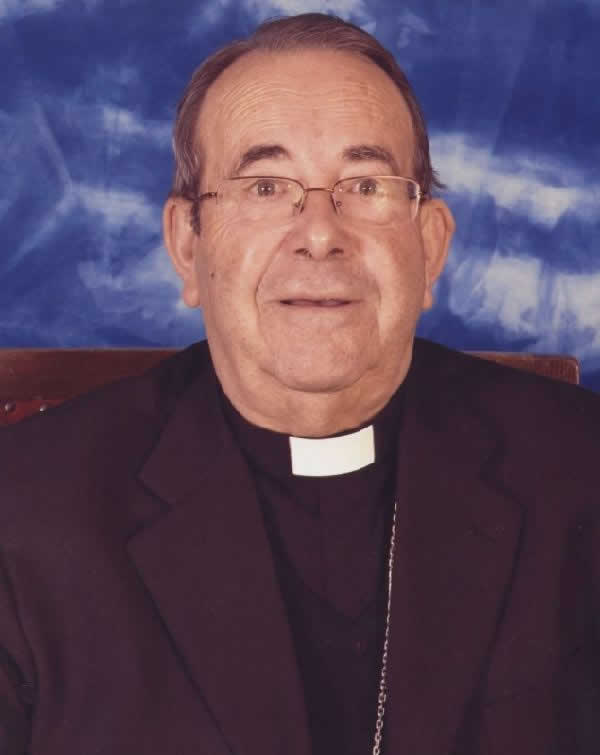
Bischof Carmelo Borobia Isasa

Joaquín Carmelo Borobia Isasa (* 16. August 1935 in Cortes; † 23. April 2022) war ein spanischer Geistlicher und römisch-katholischer Weihbischof in Toledo.

## Leben
Carmelo Borobia Isasa studierte von 1946 bis 1953 Geisteswissenschaften und Philosophie am Seminar von Alcorisa in der Provinz Teruel und Saragossa, anschließend Theologie am Priesterseminar von Pamplona. An der Päpstlichen Universität Salamanca graduierte er 1959 in Philosophie und am Päpstlichen Athenaeum Sant’Anselmo in Rom graduierte er 1968 in Liturgiewissenschaft. 1970 wurde er am Angelicum mit einer Arbeit über die Liturgie in der Theologie des Thomas von Aquin zum Doctor theologiae promoviert.
Carmelo Borobia Isasa empfing am 19. Juli 1959 in Saragossa die Priesterweihe für das Bistum Tudela. 1960 wurde er zunächst Pfarrvikar Cadreita in Navarra. 1961 wurde er Kaplan der Consejo Superior de Investigaciones Científicas. Von 1964 bis 1970 war er Kaplan von Santa Maria di Monserrato in Rom. 1970 trat er in den Dienst des Staatssekretariat des Vatikans ein. Von 1978 bis 1990 war er Generalsekretär des Erzbistums Saragossa.
Papst Johannes Paul II. ernannte ihn am 15. Januar 1990 zum Titularbischof von Elo und bestellte ihn zum Weihbischof im Erzbistum Saragossa. Die Bischofsweihe in der Basílica del Pilar spendete ihm der Erzbischof von Saragossa, Elías Yanes Álvarez, am 9. Juni 1980; Mitkonsekratoren waren Mario Tagliaferri, Apostolischer Nuntius in Spanien, und Maximino Romero de Lema, Sekretär der Kongregation für den Klerus. Am 24. Mai 1996 wurde er zum Bischof von Tarazona ernannt und am 7. Juli 1996 in das Amt eingeführt. Am 21. Oktober 2004 wurde er zum Titularbischof von Rubicon ernannt und zum Weihbischof in Toledo bestellt. Am 3. Dezember 2010 nahm Papst Benedikt XVI. sein altersbedingtes Rücktrittsgesuch an.
Als Mitglied der spanischen Bischofskonferenz engagierte er sich in den Kommissionen für Social Media, Liturgie und kulturelles Erbe. Er war von 1998 bis 2006 Prior von Aragonien des Ritterordens vom Heiligen Grab zu Jerusalem.

## Schriften
- La Liturgia En La Teología De Santo Tomás De Aquino, Instituto Teológico San Ildefonso, 2009, ISBN 978-84-936931-1-4.